# ブラインド・デコンボリューション
ブラインド・デコンボリューション（blind deconvolution）とは逆畳み込みの一種で、画像や音声などの信号処理において、点拡がり関数 (PSF) やインパルス応答が未知な場合に、測定信号から原信号を復元するための方法である。  通常の線形または非線形な逆畳み込みは、既知の PSF やインパルス応答を利用するのに対し、ブラインド・デコンボリューションでは、入力信号を適切に仮定して測定信号を解析してPSFやインパルス応答を推定することで実現される。
ブラインド・デコンボリューションは、入力信号とインパルス応答についての仮定を行わずには解けない。この問題を解決するアルゴリズムの多くは、入力信号とインパルス応答の両方が既知の部分空間に存在するという仮定に基づいている。しかし、ブラインド・デコンボリューションは、この仮定を用いても、非常に困難な非凸最適化問題であることに変わりはない。

## 画像処理において

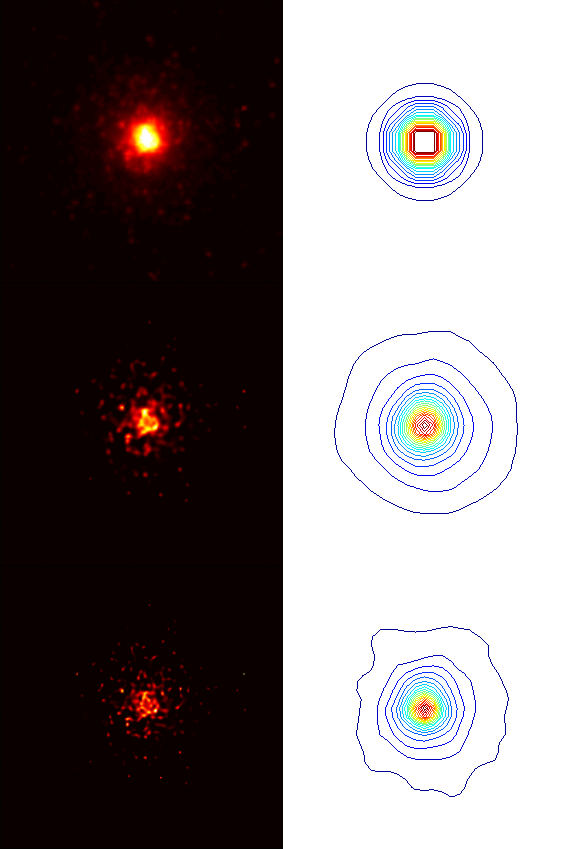
左上の画像: ハッブル宇宙望遠鏡によるNGC224. 右上の等高線: 最適な点広がり関数(PSF) (a priori). 左中央の画像: 最大事後推定(MAP)による逆畳み込み、2回目の反復. 右中央の等高線: MAPによる2回目の反復. 左下の画像: MAPによる逆畳み込み、最終結果. 右下の等高線: MAPによるPSFの推定、最終結果.

画像処理では、ブラインド・デコンボリューションとは、不十分に決定された、または未知の点広がり関数(PSF)が存在する場合に、単一または一連の「ぼやけた」画像からターゲットシーンを回復することを可能にする逆畳み込み技術である。 通常の線形および非線形デコンボリューション技法は、既知のPSFを利用する。ブラインド・デコンボリューションの場合、PSFは画像または画像セットから推定され、逆畳み込みを実行できるようになる。研究者は数十年前からブラインド・デコンボリューションの手法を研究しており、さまざまな方向からこの問題にアプローチしてきた。
ブラインド・デコンボリューションに関する研究のほとんどは1970年代初頭に始まった。ブラインド・デコンボリューションは、天文学的な画像処理や医用画像処理で使用されている。
ブラインド・デコンボリューションは反復的に実行され、各反復によってPSFとシーンの推定値が改善されるか、または、PSFを抽出する外部情報に基づいてアルゴリズムの1つのアプリケーションが非反復的に実行される。反復法には、最大事後推定やEMアルゴリズムなどがある。PSFの良好な推定は、より迅速な収束に役立つが、必要ではない。
非反復的手法の例としては、SeDDaRA、ケプストラム変換、APEXなどがある。ケプストラム変換やAPEX法は、PSFが特定の形状を持つことを前提としており、その形状の幅を推定する必要がある。SeDDaRA の場合、シーンの情報は参照画像の形で提供される。このアルゴリズムは、ぼやけた画像の空間周波数情報とターゲット画像の空間周波数情報を比較することでPSFを推定する。
ブラインド・デコンボリューションの限界は、入力画像とブラー・カーネル(blur kernel, ぼかしカーネル)の両方が固定部分空間に存在しなければならないことである。つまり、入力画像をwで表すと、入力画像はw=Bhと書かなければならず、ここでBはサイズL x K (K<L)のランダム行列であり、hはK x 1のサイズであるが、ブラー・カーネルはxで表される場合、x=Cmと書かなければならず、ここでCはサイズL x N (N<L) のランダム行列であり、mはサイズN x 1である。y=w*x で与えられた観測画像yは、L >=K +Nの場合にのみ再構成することができる。

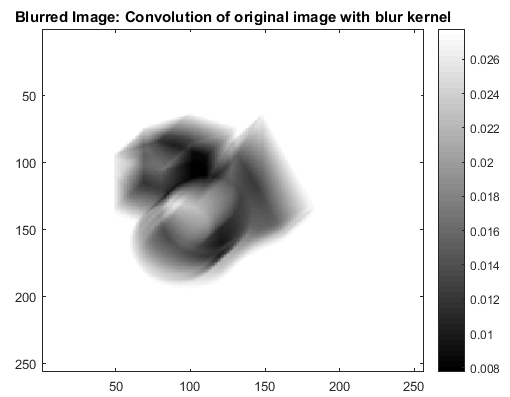
ぼかし画像は、下の画像とブラー・カーネルの畳み込みによって得られる。入力画像はウェーブレット変換の固定部分空間にあり、ブラー・カーネルはランダム部分空間にある。

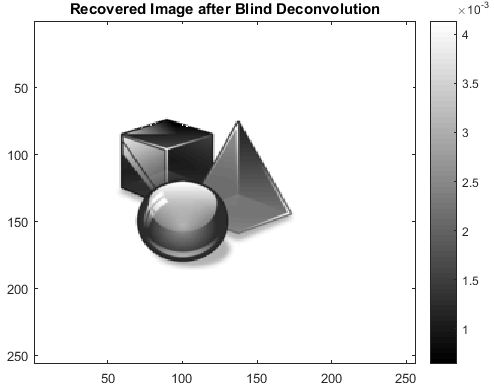
ブラインド・デコンボリューションのアルゴリズムを適用した後に復元された画像。このアルゴリズムは基本的に核ノルム最小化を用いて最適化問題を解く。L=65536, K=65, N=44838

### 例
どのようなぼやけた画像でも、ブラインド・デコンボリューション・アルゴリズムの入力として与えることができ、画像のブレを除去することができるが、このアルゴリズムを動作させるためには、上述したように、必須条件を破ることはできない。最初の例(図形の画像)では、復元された画像は非常に細かく、L > K + N のため、元の画像と全く同じであった。2つ目の例 (少女の写真) では、L < K + N のため、この条件に違反しており、元の画像とは大きく異なった画像が復元された。

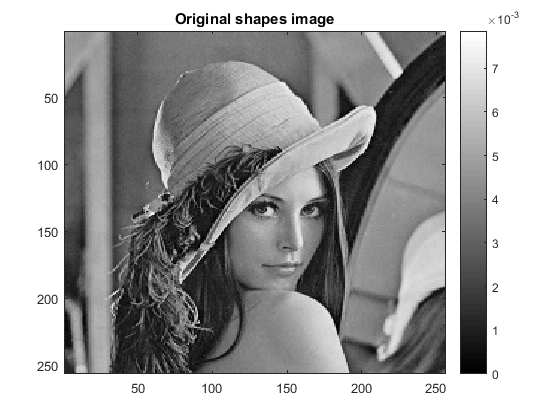
元の画像

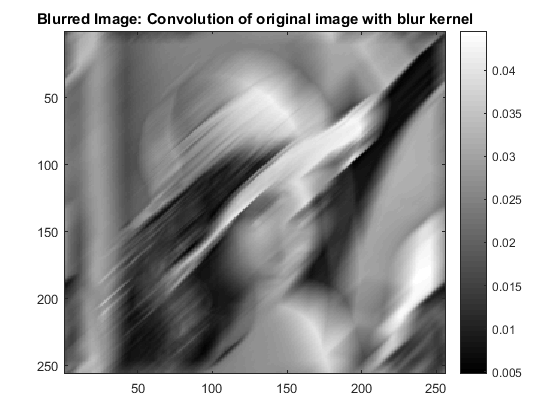
ぼかし画像: 元の画像をブラー・カーネルで畳み込んだ後に得られる。元画像はウェーブレット変換の固定部分空間にあり、ブラー・カーネルはランダム部分空間にある。L=65536, K=200, N=65400

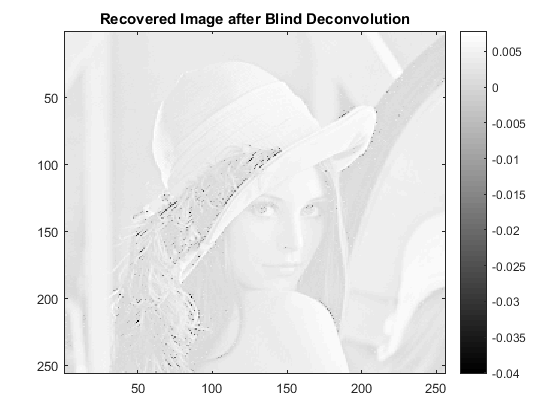
核ノルム最小化を用いたブラインド・デコンボリューションのアルゴリズムの必須条件に違反しているため、復元された画像は元の画像とは大きく異なる。L=65536, K=200, N=65400

## 信号処理において

### 地震データ
地震データの逆畳み込みの場合、元の未知の信号はスパイクでできているため、1978年にW.C. Grayによって提案された l1ノルム/l2ノルム のノルム比のようなスパース制約や正則化を用いて特徴付けることができる。

### 音声データ
音声逆畳み込みは、オーディオ・ミキシングにおける残響の低減である。カクテルパーティー効果のように問題がある録音に対するオーディオ処理の一部である。1つの可能性としては、独立成分分析(ICA)を使用することが挙げられる。

### 一般的には
伝送路を介して送信される信号があるとする。伝送路は通常、線形シフト不変系としてモデル化できるので、受容器は元の信号と伝送路のインパルス応答の畳み込みを受け取る。伝送路の効果を逆にして元の信号を得たい場合は、受信した信号を伝送路の応答を反転させた第2の線形システムで処理しなければならない。このシステムはイコライザと呼ばれている。
元の信号が与えられれば、ウィーナーフィルタを見つけるなどの監視手法を使用することができるが、それがなくても、それについて知っていることを調べて回復を試みることができる。例えば、所望のスペクトルパワー密度を得るために、受信した信号をフィルタリングすることができる。これは、例えば、元の信号が自己相関を持たないことが分かっている場合に、受信した信号を「白色化」するときに起こる。
白色化は通常、結果に多少の位相歪みを残す。ほとんどのブラインド・デコンボリューション技術は、信号の高次の統計量を使用しており、このような位相歪みを補正することができる。イコライザを最適化して、元のPSFについて知っていることに近いPSFを持つ信号を得られる。

### 高次統計量
ブラインド・デコンボリューション・アルゴリズムでは、2つ以上のモーメントを持つ高次統計量を使用することがよくある。これは暗黙的にも明示的にも可能である。

## 参照
- 伝送路モデル
- 逆問題
- 正則化
- ブラインド等化（英語版）
- 最大事後確率推定
- 最尤推定